# Cime de Caron
A Cime de Caron (magyarul: Caron-csúcs) egy hegycsúcs a Vanoise-hegységben, a Francia-Alpokban. A csúcs franciaországi Auvergne-Rhône-Alpes régióban, Savoie megyében található.

## Földrajza
A Saint-Martin-de-Belleville és Orelle községek között található Caron-csúcs 3195 m méter magas.
A csúcs a Belleville-völgy (Vallée des Belleville) déli határán, a Bouchet-csúcstól nyugatra, a Brequin-hegytől keletre található. Tőle délre a Maurienne-völgy fekszik.

## Megközelítése

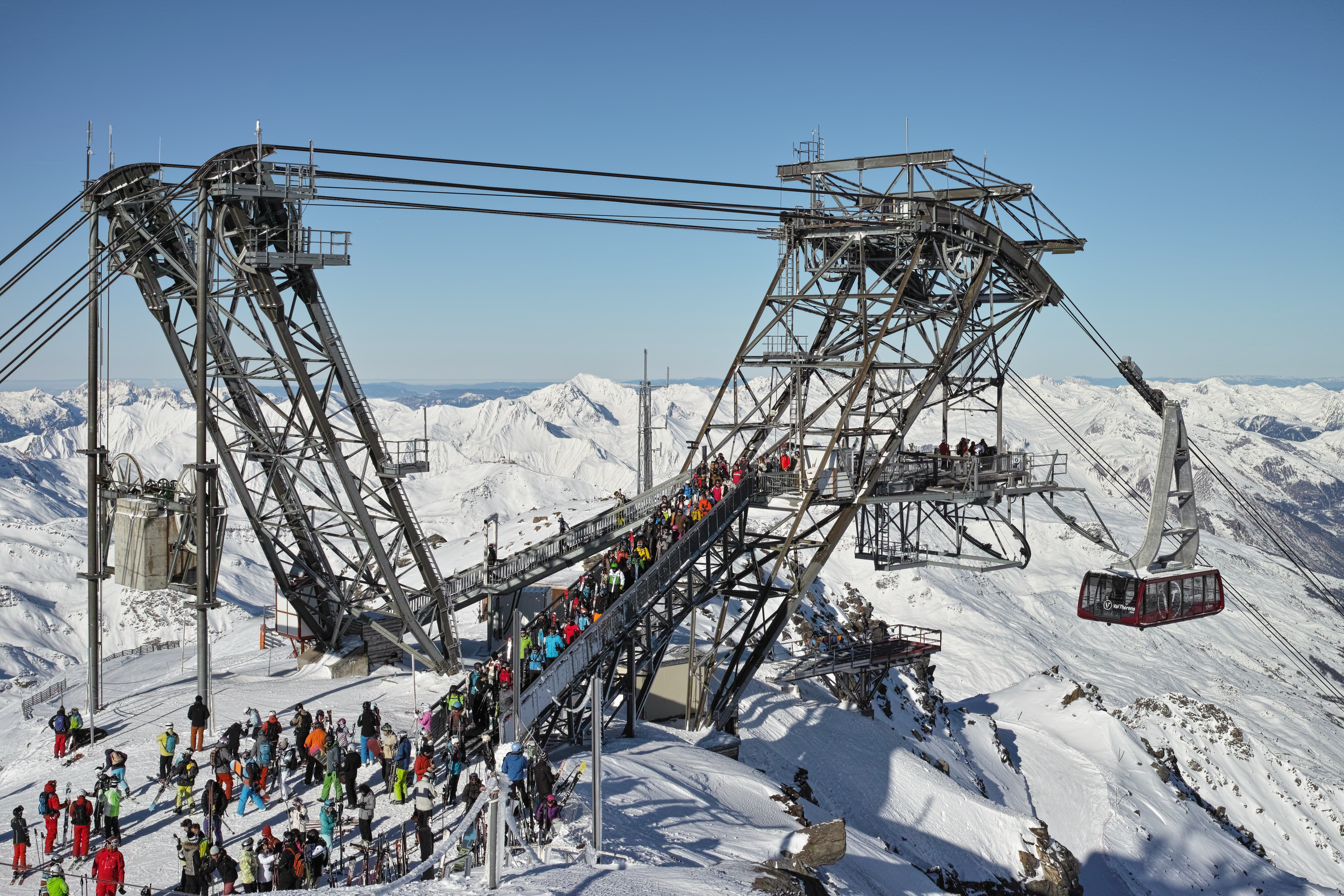
A kabinos felvonó felső állomása

A Caron-csúcsot Ménuires és a Val Thorens síközpontokból, Saint-Martin-de-Belleville község területéről, egy 150 személyes drótkötélpályás felvonóval lehet megközelíteni, amely 1982-es üzembe helyezésekor a világ legnagyobb ilyen szerkezetnek számított.
A csúcs a neves síparadicsom, az úgynevezett „három völgy” (franciául:Trois Vallées) részét képezi, és jelentős átjárópont a Belleville- és a Maurienne-völgy között. Megmászni azonban csak a Val Thorens felől lehet, a visszaút pedig a Montée du Fond vagy a Brèche de Rosaël hágókon vezet. Sokáig a síparadicsom legmagasabb csúcsának számított, jelenleg azonban csak a második legmagasabb a Pointe du Bouchet (3220 m) után.